# Као Банг
Као Банг (виј. Cao Bang) је једна од 58 покрајина Вијетнама. Налази се у региону Североисток (Вијетнам). Заузима површину од 6.724,6 km². Према попису становништва из 2009. у покрајини је живело 507.183 становника. Главни град је Cao Bằng.